# Wim Thomassen
Willem (Wim) Thomassen, Dux voor vrienden, (Amsterdam, 3 oktober 1909 - Bergen (Noord-Holland), 16 juni 2001) was een PvdA-bestuurder die gold als overtuigd sociaaldemocraat, maar met een pragmatische instelling.
Hij was de zoon van Cornelis Thomassen, die namens de SDAP bijna 25 jaar lid was van de Provinciale Staten van Noord-Holland.
Thomassen werd vooral bekend als burgemeester van de gemeente Rotterdam. Hij was gevormd in de socialistische jeugdbeweging AJC en was na de bevrijding militair commissaris in de rang van majoor bij het militair gezag in Zaandam. Na een kortstondig Tweede Kamerlidmaatschap werd hij burgemeester van Zaandam en daarna van Enschede. Hij speelde als burgemeester van de gemeente Rotterdam een belangrijke rol bij de ontwikkeling van de stad Rotterdam tot wereldhaven nummer één en bekleedde tot 1972 ook zelf de havenportefeuille. Hij was tevens Eerste Kamerlid. In zijn optreden had hij altijd iets van de schoolmeester die hij vroeger geweest was. Met zijn vrouw An bleef hij na zijn pensionering een actief lid van zijn partij.
In de gemeente Zaanstad is hij de naamgever van de Wim Thomassenhaven. Voorts werd in 2004 een nieuwe tunnel onder het Calandkanaal geopend, onder de naam Burgemeester Thomassentunnel. De Rotterdamse schilder Jan Andreas Goedhart (1919-1991) maakte twee portretten van hem, waarvan hij er één goedkeurde.